# 中国・天台山体彩杯全国女子囲棋公開戦
中国·天台山体彩杯全国女子囲棋公開戦（ちゅうごく・てんだいさんたいさいはい ぜんこくじょしいきこうかいせん、天台山体彩杯女子围棋公开赛 
）は、中国の囲碁の女流棋士による棋戦。浙江省天台県の囲碁発展を目指して、2012年から開催されている天台山体彩杯世界女子囲棋団体選手権戦に加えて、2021年に創設された。
- 主催 中国囲棋協会、(2回)天台県人民政府
- 共催 浙江省囲棋協会、(1回)天台県人民政府、(2回)北京囲棋基金協会
- 後援 天台県囲棋協会、兪斌体育名師工作室
- 優勝賞金 (1回)2万元、(2回)3万元

## 方式
- 8回戦のリーグ戦による点数で順位を決定する。
- 出場者は、第1回はプロとアマチュアの棋士の計43名、第2回は42名。
- 持ち時間は各1時間、30秒の秒読み3回

## 過去の成績
- 第1回 2021年 1位 李思璇  2位 儲可児、3位 曹又尹
- 第2回 2022年 1位 方若曦  2位 呉依銘、3位 李赫